# São Pedro de Tomar
São Pedro de Tomar é uma povoação portuguesa sede da Freguesia de São Pedro de Tomar do Município de Tomar, freguesia com 36,66 km² de área e 2681 habitantes (censo de 2021), tendo, por isso, uma densidade populacional de 73,1 hab./km².
Até 1961, a freguesia e a respetiva povoação-sede designavam-se Beberriqueira.

## Demografia
Nota: Nos censos de 1864 a 1960 aparece com a designação de Beberriqueira. Pelo decreto nº 43.835, de 01/08/1961, foi-lhe dada a atual denominação.
A população registada nos censos foi:
| Distribuição da População por Grupos Etários | Distribuição da População por Grupos Etários | Distribuição da População por Grupos Etários | Distribuição da População por Grupos Etários | Distribuição da População por Grupos Etários |
| -------------------------------------------- | -------------------------------------------- | -------------------------------------------- | -------------------------------------------- | -------------------------------------------- |
| Ano                                          | 0-14 Anos                                    | 15-24 Anos                                   | 25-64 Anos                                   | > 65 Anos                                    |
| 2001                                         | 388                                          | 396                                          | 1602                                         | 682                                          |
| 2011                                         | 414                                          | 284                                          | 1586                                         | 743                                          |
| 2021                                         | 308                                          | 224                                          | 1323                                         | 826                                          |